# Aegviidu
Aegviidu (Duits: Charlottenhof) is een plaats in de Estlandse gemeente Anija, provincie Harjumaa. Aegviidu is de op een na grootste plaats van de gemeente. De plaats heeft de status van ‘kleine stad’ (Estisch: alev). Tot 2017, toen ze opging in Anija, vormde Aegviidu als alevvald een eigen gemeente.
De oudste vermelding van Aegviidu dateert uit 1796: als Aegwid komt ze voor in de Atlas von Liefland van Ludwig August von Mellin.
Aegviidu heeft een station aan de spoorlijn Tallinn - Narva. Ook de wijk Nelijärve heeft een station.
Aegviidu ligt aan de rivier Mustjõgi.

## Bevolking
De plaats had 761 inwoners op 31 december 2011 en 674 inwoners op 31 december 2021.

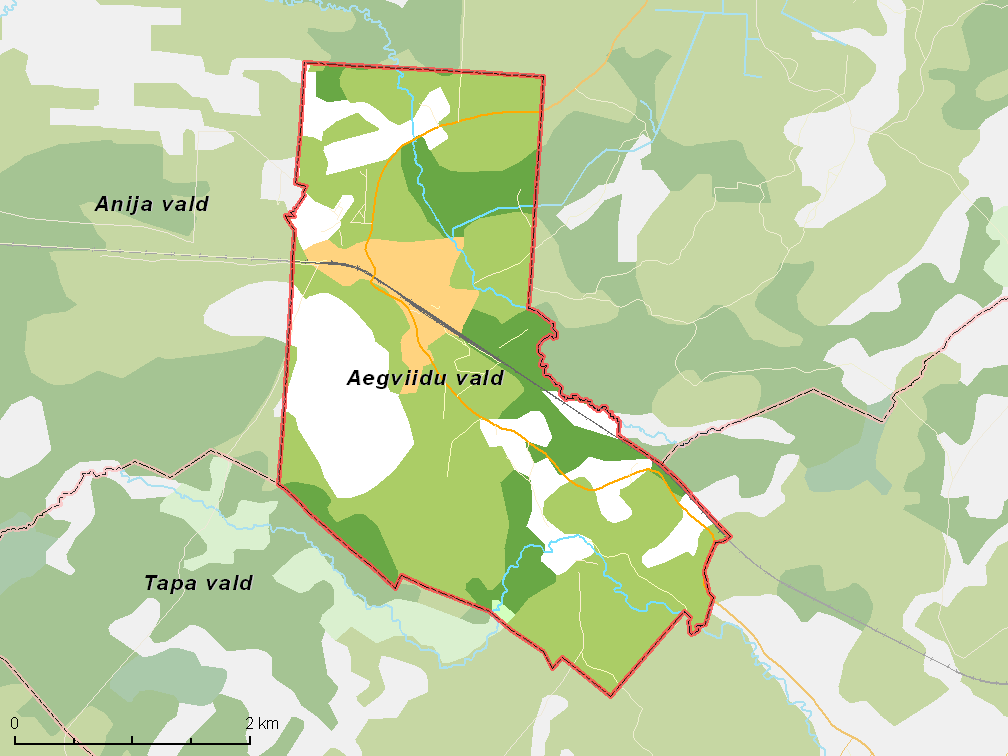
De voormalige gemeente met omliggende gemeenten

## Foto's

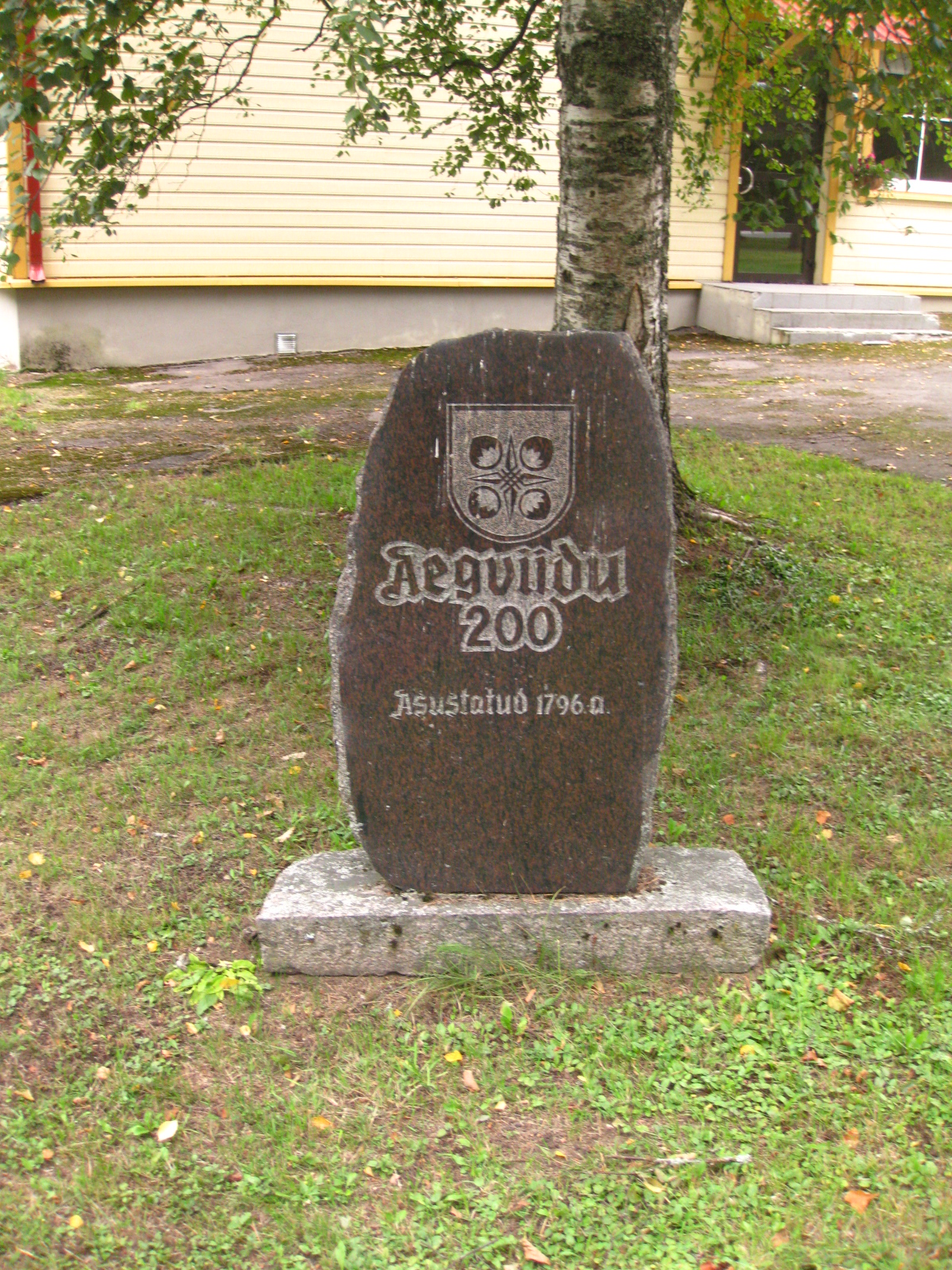
Monument ter gelegenheid van het 200-jarig bestaan van Aegviidu in 1996
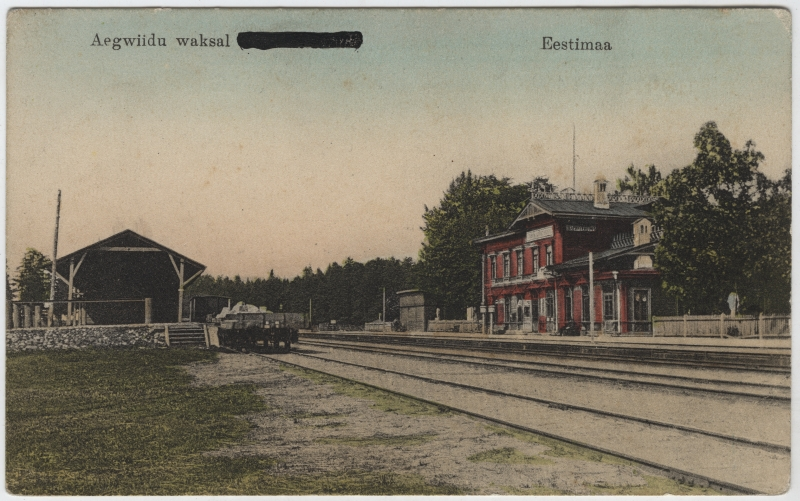
Het station in 1915
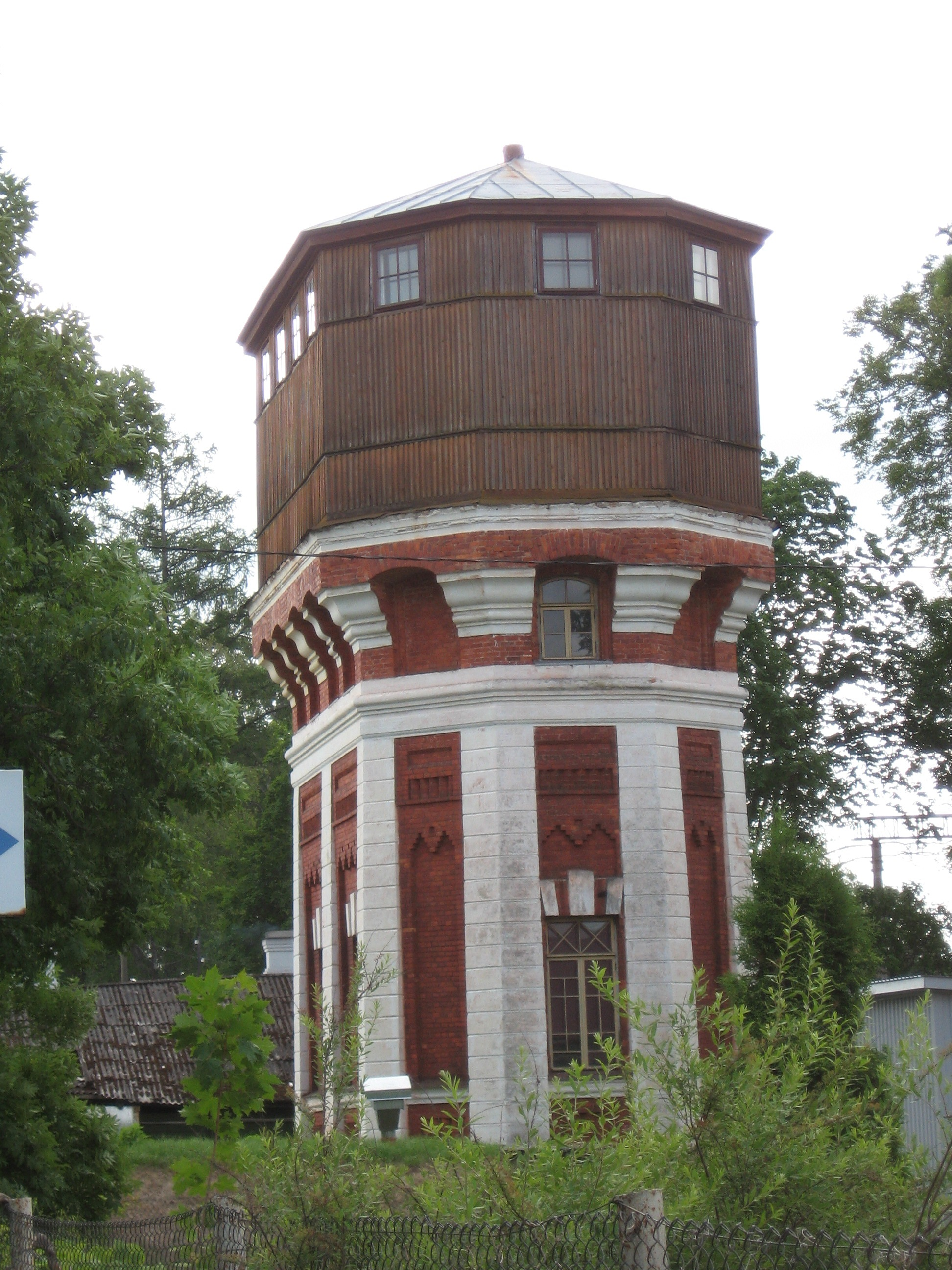
Watertoren
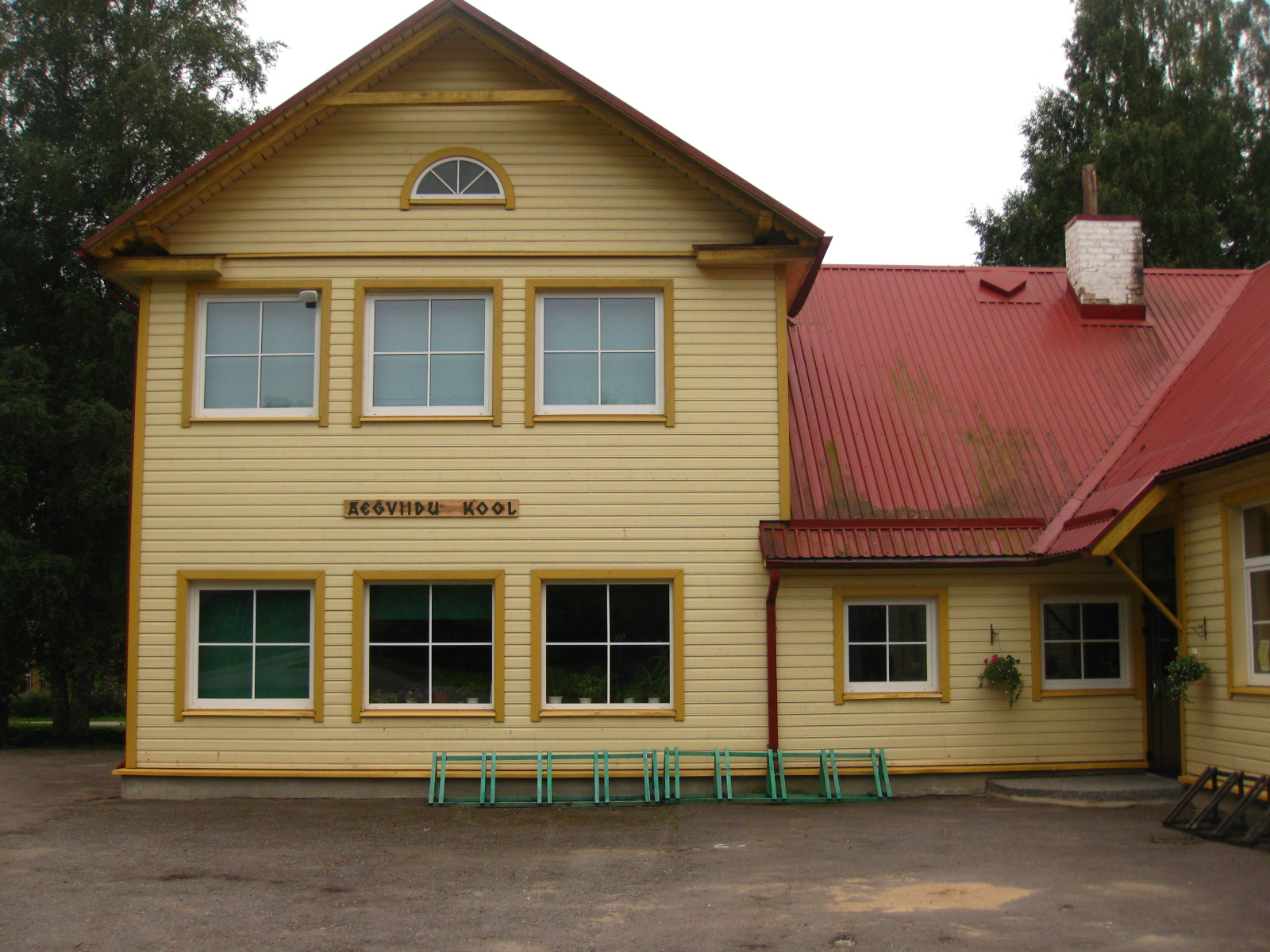
School
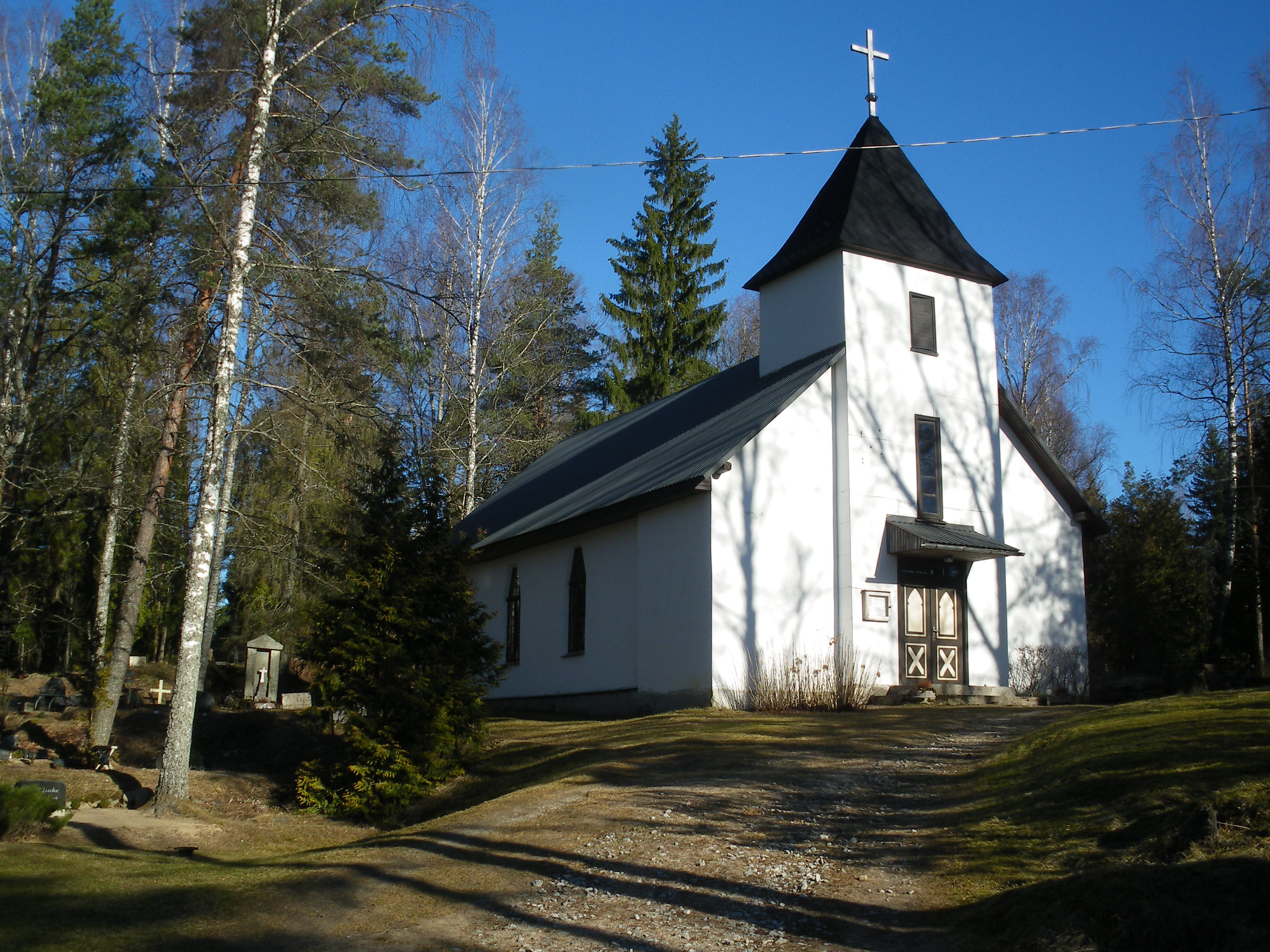
Kerk
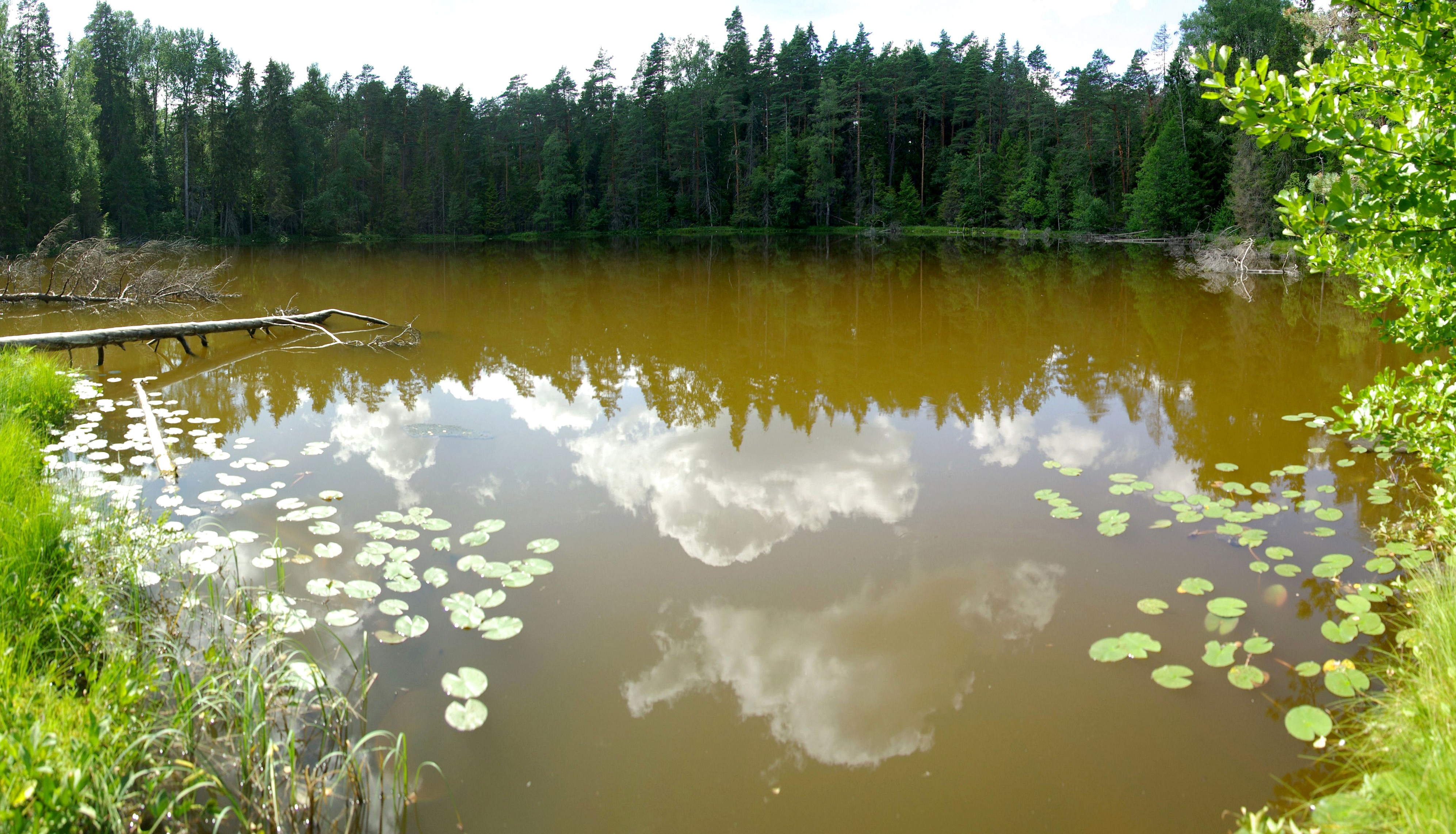
Het Ahvenajärv, een van de meren van Nelijärve